# Clarke Carlisle
Clarke James Carlisle (* 14. Oktober 1979 in Preston) ist ein ehemaliger englischer Fußballspieler. Er spielte bevorzugt in der Position eines Abwehrspielers.

## Karriere
Carlisle begann seine Karriere als Jugendlicher 1997 beim FC Blackpool, bevor er im Jahr 2000 von den Queens Park Rangers für eine Viertelmillion Pfund geholt wurde. 2004 wechselte er dann zu Leeds United und bereits nach einem Jahr zum FC Watford, die ihn für eine Saison an Luton Town ausliehen. Ab 2007 spielte er nach langwieriger Knieverletzung und privaten Problemen beim FC Burnley als Innenverteidiger, von wo er 2011 an Preston North End und 2012 an Northampton Town ausgeliehen wurde.
2012 unterschrieb er einen Vertrag beim damaligen Viertligisten York City einen Einjahresvertrag. Im November 2012 kehrte er auf Leihbasis zu Northampton zurück, bevor er im Januar 2013 einen neuen Vertrag bei Northampton bis Sommer 2013 unterschrieb. Am 23. Mai 2013 gab Carlisle seinen Rücktritt als aktiver Fußballspieler bekannt.

## PFA
Carlisle war von 2010 bis 2013 Vorsitzender der Professional Footballers’ Association. 